# Western Sydney Wanderers Football Club
Western Sydney Wanderers Football Club é um clube de futebol da cidade de Sydney, na Austrália.

## Histórico
Fundado em abril de 2012, Manda os seus jogos no Parramatta Stadium, em Parramatta (subúrbio de Sydney), com capacidade para 20.741 torcedores. As cores da equipe são preto e vermelho. Conquistou seu primeiro título na temporada regular da A-League, a liga australiana, na temporada 2012-2013 e foi vice-campeão na temporada 2013-2014. Em sua primeira participação conquistou a Liga dos Campeões da AFC em 2014 sendo a primeira e única equipe Australiana a ganhar a competição.

## Títulos
| CONTINENTAIS | CONTINENTAIS             | CONTINENTAIS | CONTINENTAIS |
|              | Competição               | Títulos      | Temporadas   |
| ------------ | ------------------------ | ------------ | ------------ |
|              | Liga dos Campeões da AFC | 1            | 2014         |

## Campanhas de destaque
- Mundial de Clubes da FIFA: 6º lugar 2014
- A-League: 2º lugar - 2012-13, 2013-14 e 2015-16

## Uniformes
- Uniforme titular: Camisa preta com listras horizontais vermelhas, calção branco e meias pretas;
- Uniforme reserva: Camisa branca com listras horizontais vermelhas, calção preto e meias brancas.

| Uniforme titular | Uniforme reserva |